# Municipio de Blue Rapids
El municipio de Blue Rapids (en inglés: Blue Rapids Township) es un municipio ubicado en el condado de Marshall en el estado estadounidense de Kansas. En el año 2010 tenía una población de 59 habitantes y una densidad poblacional de 0,63 personas por km².

## Geografía
El municipio de Blue Rapids se encuentra ubicado en las coordenadas 39°36′39″N 96°38′5″O / 39.61083, -96.63472. Según la Oficina del Censo de los Estados Unidos, el municipio tiene una superficie total de 93.13 km², de la cual 92,81 km² corresponden a tierra firme y (0,34 %) 0,31 km² es agua.

## Demografía
Según el censo de 2010, había 59 personas residiendo en el municipio de Blue Rapids. La densidad de población era de 0,63 hab./km². De los 59 habitantes, el municipio de Blue Rapids estaba compuesto por el 91,53 % blancos, el 1,69 % eran afroamericanos, el 1,69 % eran de otras razas y el 5,08 % eran de una mezcla de razas. Del total de la población el 6,78 % eran hispanos o latinos de cualquier raza.